# ドン・バス
ドン・バス（"Outlaw" Don Bass、本名：Donald Hollis Welch、1946年3月14日 - 2016年9月16日）は、アメリカ合衆国のプロレスラー。アーカンソー州ウェスト・メンフィス出身。
アメリカ南部のローカル・テリトリーを主戦場に、西部のアウトローをイメージしたカウボーイ系ヒールとして、ロン・バスとのタッグチームなどで活動した。

## 来歴
デビュー後はカナダのバンクーバー地区を経て、1973年6月よりメキシコ湾岸のガルフ・コースト・チャンピオンシップ・レスリングに参戦。ロン・バスやボビー・バスとの兄弟ギミックのユニット、バス・ブラザーズ（The Bass Brothers）の一員となって、ケン・ルーカス、リッキー・ギブソン、ジミー・ゴールデンらと抗争を展開。バス一家の主軸だったロンとのコンビでは、1974年6月13日にルーカス&マイク・ボイエッティ、1976年3月19日にリップ・タイラー&エディ・サリバンを破り、NWAガルフ・コースト・タッグ王座を2回獲得した。
1970年代後半からはガルフ・コースト地区と並行してテネシーのミッドアメリカ地区（後のCWA）やオクラホマのトライステート地区（後のMSWA）にも出場しており、1980年9月には、これらのテリトリーとのブッキング・ルートを持っていた国際プロレスに初来日。ロンとのバス・ブラザーズでラッシャー木村&アニマル浜口などのチームと対戦し、浜口や阿修羅・原とのシングルマッチも行われた。
以降、1980年代はCWAに定着して、新パートナーのロジャー・スミスとの覆面タッグチームで活動。ジ・アサシンズ（The Assassins）、Aチーム（A-Team）、ジ・インターンズ（The Interns）、ファイアー&フレイム（Fire & Flame）などのチーム名を名乗り、ロックンロール・エクスプレスやファビュラス・ワンズを相手にCWA世界タッグ王座やAWA南部タッグ王座を再三獲得した。1980年代後半からは素顔のドン・バスに戻り、1987年8月3日にはブリックハウス・ブラウンと組んでのジェリー・ローラー&ロッキー・ジョンソンとの特別ルールのタッグ戦において、ローラーからフォール勝ちを収めてシングルタイトルのAWA南部ヘビー級王座を獲得。以降も同王座を巡り、ローラーと抗争を展開した。1988年6月6日にはゲーリー・ヤングをパートナーに、若手時代のスコット・スタイナー&ビリー・トラヴィスからCWAタッグ王座を奪取している。
その後もCWAおよび後継団体のUSWAを主戦場に活動。1990年代よりセミリタイア状態となるも、1996年まで単発的にリングに上がっていた。2000年代後半からはインディー団体の主催するレジェンド・ショーに時折出場し、2010年4月16日にはCWAのレジェンド達が招かれたイベントにおいて、ボビー・イートンと組んで旧敵のローラーと対戦した。
2016年9月16日、癌のため死去。70歳没。

## 得意技
- エルボー・ドロップ
- アバランシュ・ホールド

## 獲得タイトル
ガルフ・コースト・チャンピオンシップ・レスリング
- NWAガルフ・コースト・タッグ王座：2回（w / ロン・バス）[8]
- NWAテネシー・タッグ王座：2回（w / ロン・バス）[7]
- NWA USタッグ王座（ガルフ・コースト版）：1回（w / ボビー・バス）[18]

NWAミッドアメリカ / コンチネンタル・レスリング・アソシエーション
- AWA南部ヘビー級王座：2回[14]
- AWA南部タッグ王座：5回（w / ドン・グリーン、ロジャー・スミス×4）[13]
- NWA USタッグ王座（ミッドアメリカ版）：1回（w / ロン・バス）[19]
- CWA世界タッグ王座：5回（w / ロジャー・スミス）[12]
- CWAタッグ王座：1回（w / ゲーリー・ヤング）[16]